# Angerlo
Angerlo – wieś w Holandii w gminie Zevenaar w Geldrii. Leży około 2 km na południe od Doesburga. Do 2005 roku stanowiła siedzibę gminy o tej samej nazwie. W 2020 roku zamieszkana przez 1317 osób.
Angerlo leży na południe od drogi N338, łączącej węzeł z drogą N317 w pobliżu Doesburga z Westervoort. Po drugiej stronie drogi położona jest miejscowość Beinum.